# ویرجینیا روزیچی
 ویرجینیا روزیچی (انگلیسی: Virginia Ruzici؛ زاده ۳۱ ژانویهٔ ۱۹۵۵) یک تنیس‌باز اهل رومانی است.